# レディナ・チェロ
レディナ・チェロ（アルバニア語:Ledina Çelo、1977年2月9日 - ）は、アルバニアの首都ティラナ出身の歌手・モデルである。
2004年12月、ユーロビジョン・ソング・コンテストのアルバニア代表を選出する音楽祭・フェスティヴァリ・イ・ケンゲス（Festivali i Këngës）の司会を務めた。翌年、自らこの大会に挑み、「Nesër Shkoj」を歌って優勝を果たし、翌年のユーロビジョン・アルバニア代表に選出された。優勝曲の歌詞を英訳・改題した「Tomorrow I Go」でユーロビジョン本大会に参加することを決めた。前年のアルバニア代表・アニェザ・シャヒニが大会で上位に入ったため、この年の大会ではアルバニア代表は準決勝を経ずに決勝に進出でき、決勝では16位となった。
チェロは1995年にもフェスティヴァリ・イ・ケンゲスに参加し、7分11秒に及ぶ楽曲「E Doni Dashurinë」を歌い、大きな喝采を受けたものの、この時は優勝を逃し、2位に終わっている。2006年11月19日、ケンガ・マジケ音楽祭（Kënga Magjike）で力強いバラード曲「Jemi Të Huaj」を歌い、2位となっている。